# Фросина Пармаковска
Фросина Пармаковска (на македонска литературна норма: Фросина Пармаковска) е северномакедонска писателка на произведения в жанра драма и любовен роман.

## Биография и творчество
Фросина Пармаковска е родена през 1985 г. в Скопие, СФР Югославия (днес Северна Македония).
Следва в катедра „Обща и сравнителна литература“ на Филологическия факултет „Блаже Конески“ на Скопския университет Св. св. Кирил и Методий“, където получава магистърска степен по специалност македонска филология и културология с дипломна работа на тема „Вариации на магическия реализъм в световния и македонския роман“.
Публикува разкази в литературни списания.
Първият ѝ роман „Пишувајќи ги изгубените топки“ (Писане на изгубените топки) е издаден през 2013 г. На фона съвременната градска среда романът разкрива фини разочарования в отношенията между хората, психологическите компоненти на тяхното често причудливо поведение, противоречието на въображаемото спрямо реалните действия, поставено чрез различните гледни точки на героите.
През 2014 г. е издаден вторият ѝ роман „Вишнева хроника“. Разказвайки драмата на един млад човек, книгата е история за съзряването, първата любов и случайността, която се превръща в съдба. Романът получава висока оценка от страна на критиката и читателите, и е номиниран за наградата „Роман на годината“ на „Утрински вестник“. Преведен е на български книжовен език и украински.
Третият ѝ роман „Одбројување“ (Обратно броене) е издаден през 2017 г. Той е роман за проблемите на жените, борбата им с вътрешните демони, човешкото предателство и лицемерие, лутането в търсене на емоционална хармония, и вземането на трудни решения в светлината на женската еманципация. Романът печели най-престижната литературна награда в Македония – „Роман на годината“.
Член е на Дружеството на писателите на Македония от февруари 2018 г. От юни 2018 г. е е президент на фестивала „Линденс“, организиран от Дружеството. През март 2020 г. е резидент писател в Къща за литература и превод – София, работейки по роман, чието действие частично се развива в София.
Фросина Пармаковска живее със семейството си в Скопие.

## Произведения

### Самостоятелни романи
- Пишувајќи ги изгубените топки (2013)
- Вишнова хроника (2014)
Вишнева хроника, изд.: ИК „Персей“, София (2015), прев. Таня Попова
- Одбројување (2017)
- На враќање (2020)

### Документалистика
- Варијации на магичниот реализам во светскиот и македонскиот роман (2015)